# Samuel Fraguito
Samuel Ferreira Fraguito (Vila Real, 8 settembre 1951) è un ex calciatore portoghese, di ruolo centrocampista.

## Carriera

### Nazionale
Ha collezionato 5 presenze con la propria Nazionale.